# Fabien Pelous
 Fabien Pelous  (Toulouse, 7 de diciembre de 1973) es un exjugador francés de rugby que se desempeñaba como Segunda línea. Es el actual entrenador de la selección juvenil Francesa.Desde 2017 es miembro del World Rugby Salón de la Fama.

## Biografía
Considerado uno de los mejores del mundo en su posición (segunda línea), Pelous se forma en los clubes locales de Saverdun y SC Graulhet dando el salto a la Union Sportive Dacquoise y finalmente al Stade Toulousain. Allí desarrolló la mayor parte de su carrera conquistando 3 Campeonatos de Francia y 2 Copas de Europa.
Su palmarés se completa con varios títulos con la selección nacional, con quien debuta en 1995 y de la que ostenta el récord de participaciones 118 (récord para cualquier selección europea) y de capitanías 42.
Anunció su retirada el 23 de abril de 2009 si bien había dejado de participar con la selección dos años antes (7 de noviembre de 2007).

### Participaciones en Copas del Mundo
Pelous jugó su primer mundial en Gales 1999, donde Les Blues ganaron su grupo con victorias ante Canadá 33-20, Namibia 47-13 y Fiyi 28-19. En Cuartos de final enfrentaron a Argentina venciendo 47-26, en semifinales derrotaron a los All Blacks 43-31 en uno de los mejores partidos en mundiales que se recuerden y finalmente enfrentaron a los Wallabies por el título, perdiendo 35-12. En Australia 2003 ganaron su grupo, vencieron al XV del trébol 43-21 en Cuartos de final, fueron derrotados en semifinales ante los eventuales campeones del mundo, Inglaterra por 24-7 y obtuvieron el cuarto puesto en la derrota ante los All Blacks 40-13. Su último mundial fue Francia 2007 donde Les Blues eran los favoritos, pero trompezaron en la inauguración del torneo siendo derrotados por Argentina 12-17 y terminaron segundos en el grupo. En un partido memorable, ganaron a los All Blacks 20-18 (este fue el peor mundial de Nueva Zelanda), en semifinales enfrentaron a los vigentes campeones del mundo: el XV de la rosa, siendo vencidos 9-14 y nuevamente perdieron ante los Pumas 10-34 por el tercer puesto.
| Mundial                       | Sede      | Resultado     | PJ | Tries |
| ----------------------------- | --------- | ------------- | -- | ----- |
| Copa Mundial de Rugby de 1999 | Gales     | Subcampeón    | 6  | 0     |
| Copa Mundial de Rugby de 2003 | Australia | Cuarto puesto | 7  | 1     |
| Copa Mundial de Rugby de 2007 | Francia   | Cuarto puesto | 7  | 0     |

## Palmarés

### Campeonatos nacionales
- Campeón del Top 14 de 1999, 2001 y 2008.
- Campeón de la Copa de Francia 1998.
- Trophée des champions: 2001.

### Campeonatos internacionales
- Campeón de la Copa de Europa de 2003 y 2005.

### Títulos con la selección nacional
- Torneo Cinco Naciones: 1997 y 1998 (ambas con Gran Slam).
- Torneo de las Seis Naciones 2002 (Gran Slam), 2004 y 2006.